# الاستيلاء على هرمز
الاستيلاء على هرمز (بالفارسية: بازس گیری هرمز) هي حملة عسكرية أنجلو-فارسية نجحت في الاستيلاء على الحامية البرتغالية في جزيرة هرمز بعد حصار دام عشرة أسابيع، وبالتالي فتح التجارة الفارسية مع إنجلترا في الخليج العربي. وقد كانت هرمز وقلعتها خاضعة للبرتغاليين لأكثر من قرن قبل الاستيلاء عليها، أي منذ 1507 عندما احتل أفونسو دي ألبوكيرك هرمز وبنى القلعة، مما منحهم السيطرة الكاملة على التجارة بين الهند وأوروبا عبر الخليج العربي. ومع ذلك فقد كانت الهزيمة الشنيعة التي لحقت بالبرتغاليين على يد الأسطول الإنجليزي في سورات سنة 1615 صدى سيئ في تردي سمعتهم البحرية في الخليج العربي، فأصدر الشاه عباس بعدها مرسومًا بإعطاء شركة الهند الشرقية الإنجليزية ميناء جاسك الذي يبعد 90 ميلا عن هرمز ليكون مركزًا لوكالتها في الخليج. فما كاد الإنجليز يستقرون في الميناء حتى بدأ التراشق مع البرتغاليين في ديسمبر 1620 فيما عرف بمعركة جاسك التي انتصر فيها الإنجليز ونجحوا بتأمين مركزهم في الميناء. وفقًا لستيفن نيل فإن الاستيلاء على مضيق هرمز غيّر تمامًا ميزان القوى والتجارة.

## المقدمة

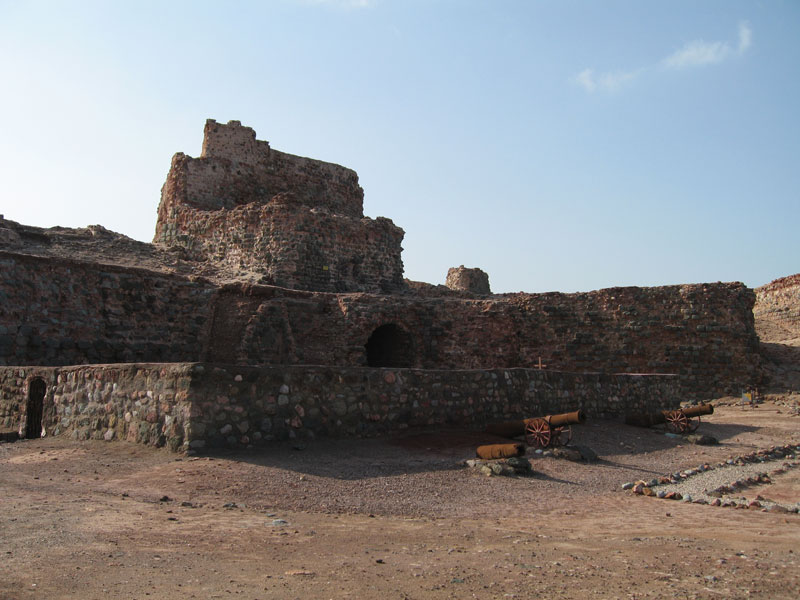
قلعة هرمز البرتغالية في جزيرة هرمز.

كانت هرمز مملكة قوية وغنية بحكم موقعها الاستراتيجي، وكانت تحكم السواحل الغربية للخليج العربي مثل البحرين والقطيف، بالإضافة إلى مدن ساحل عمان مثل مسقط وقلهات وقريات وصحار وخورفكان وجلفار. وفي سنة 1507م تعرضت للاحتلال البرتغالي بقيادة ألفونسو دي ألبوكيرك، فأصبحت تحت هيمنة الإمبراطورية البرتغالية تدفع لها ضريبة مقابل الحماية والتحكم التجاري. وقد جرت بعض محاولات التمرد مثل ثورة الجمارك التي عمت سواحل الخليج وعمان ولكنها فشلت بطرد البرتغاليين الذين ازداد تغلغلهم وتدخلهم بسياسة الحكم الهرمزي.
وكذلك تعرضت هرمز وسواحل الخليج لمحاولات تدخل عثمانية، مما تسبب باندلاع حروب عثمانية برتغالية استمرت 50 عامًا من 1539-1589، وبالنهاية انسحب العثمانيون لعدم مقدرة بحريتهم مجاراة البحرية البرتغالية في المحيط الهندي.
في سنة 1580م غزا ملك إسبانيا فيليب الثاني البرتغال عقب اندلاع أزمة الخلافة بعد مقتل ملكهم سيباستيان سنة 1578م في معركة وادي المخازن، موحدا تاجين ملكيين وإمبراطوريتين عالميتين، تحت حكم هابسبورغ الإسبانية. ومع الفوائد التي جناها البرتغاليون من الوحدة، إلا أن إسبانيا جرتها في صراعات ضد إنكلترا وفرنسا والجمهورية الهولندية التي بدأت توًا بإنشاء إمبراطورياتها العالمية وبدأت تنافس البرتغال في مستعمراتها. فبعد انتصار انجلترا الباهر على الأرمادا الإسبانية سنة 996هـ/1588م اندفعوا إلى الشرق عبر رأس الرجاء الصالح بعد أن عرفوا المكاسب الهائلة التي عادت على البرتغاليين من الشرق. بالمقابل ظهر عباس الكبير على رأس الدولة الصفوية 996هـ/1587م-1038هـ/1629م، وهو أحد أقوى سلاطين السلالة الصفوية، حيث تمكن من تقوية الجيش الصفوي، فبدأ المحاولة لإنهاء الوجود البرتغالي في السواحل الفارسية بعد احتلاله البحرين.

## الاتفاق الصفوي الإنجليزي
عند وصول الإسطول البحري لشركة الهند الشرقية الإنجليزية إلى ميناء بندر جاسك على ساحل مكران في بلوشستان سنة 1622 في مهمة تجارية عادية، طلب إمام قولي خان حاكم شيراز من الوكيل التجاري للشركة في الميناء ومن إسطوله طرد البرتغاليين من جزيرة هرمز، وإن رفض فإن ذلك قد يؤدي إلى إلغاء الامتيازات الاحتكارية للشركة. فوجد ممثلو الشركة أنفسهم في ورطة حقيقية لعدم رغبتهم بمحاربة البرتغاليين الأوربيين المسيحيين، ولكنهم لم تكن لديهم الرغبة في فقدان مصالحهم التجارية الاحتكارية المربحة في إيران. فوافقوا على الطلب ولكنهم حددوا شروطًا معينة مقابل طرد البرتغاليين من هرمز وتسليمها لفارس، وهي كالتالي: تقاسم غنائم هرمز بالتساوي، وتقاسم الرسوم الجمركية العائدة من مرور التجارة في هرمز بينهما، وتسليم هرمز لإيران وأن يقوم البريطانيون بتجارتهم فيها بدون رسوم جمركية، وأن تعفى التجارة البريطانية من الضرائب في ميناء بندر عباس القريب من هرمز. وكذلك على الشاه عباس أن يدفع نصف نفقات السفن والمواد الغذائية وأجور الجنود الانكليز، بالإضافة فإن على الفرس توفير البارود.
ولما عرضت الاتفاقية على الشاه عباس للمصادقة، أدخل فيها بعض التعديلات وأهمها كانت أن يحتل الإنجليز والفرس قاعدة هرمز معًا، وأن تعفى البضائع الفارسية من الجمارك في الموانئ الإنجليزية شأنها شأن البضائع الإنجليزية في الموانئ الفارسية.
وقع الاتفاق عن الإنجليز ممثل شركة الهند الشرقية الإنجليزية في إصفهان السير مونكس وإمام قلي خان أحد مساعدي الشاه عباس في 8 يناير 1622م. وعرفت باسم اتفاقية ميناب.

## الاستعدادات البرتغالية
أحس البرتغاليون بأن وجودهم بالخليج بات مهددًا بالزوال نتيجة للوجود الإنجليزي هناك واحتمال تعاونهم مع شاه فارس القوي الذي لابد أن يقوم عاجلا أو آجلا بطردهم. لذلك فقد قام ملك إسبانيا بتعيين ضابط برتغالي قدير وهو روي فيريرا لقيادة القوات في هرمز، وأن يكون من واجبه مراقبة التحركات في البحر الأحمر أيضا، وقد وصل روي فيريرا هرمز يوم 20 يونيو 1620. فوصلته إشاعات بأن قلي خان حشد 25 ألف مقاتل لمهاجمتهم، فقام باستطلاع جزيرة قشم التي تمتاز بوجود آبار المياه العذبة، وقد وافق حاكم هرمز على طلب فيريرا ببناء قلعة وقاعدة بحرية متقدمة، فأرسل 2000 جندي برتغالي وألف جندي هرمزي لبناء القلعة والقاعدة بتاريخ 7 مايو 1621. وعندما وصلت تلك الأخبار إلى الفرس، أرسل قلي خان قوة لاستطلاع الوضع هناك، فنزلت القوة في الطرف الآخر من الجزيرة.

## المعركة

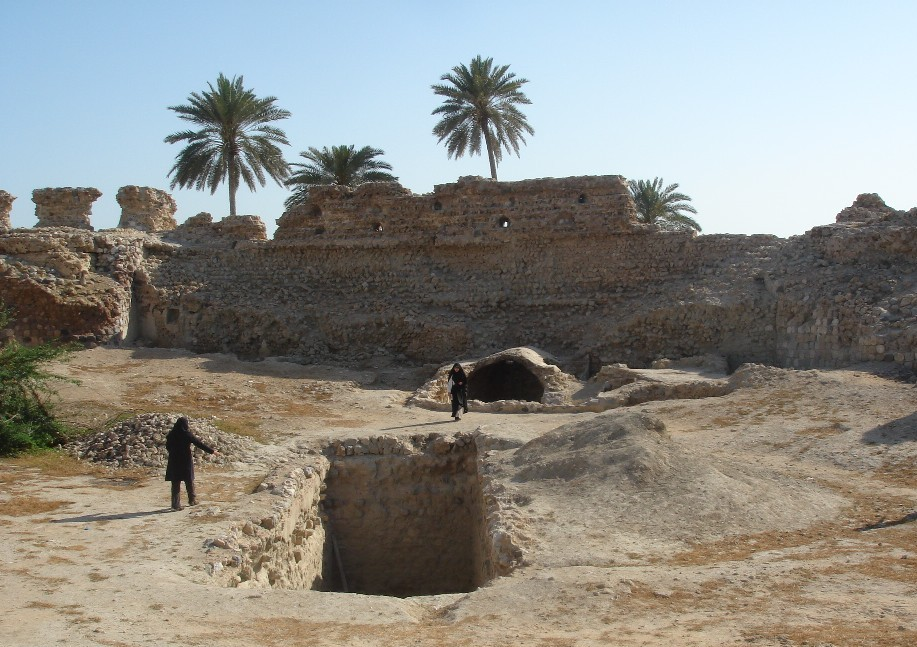
قلعة قشم البرتغالية في جزيرة قشم.

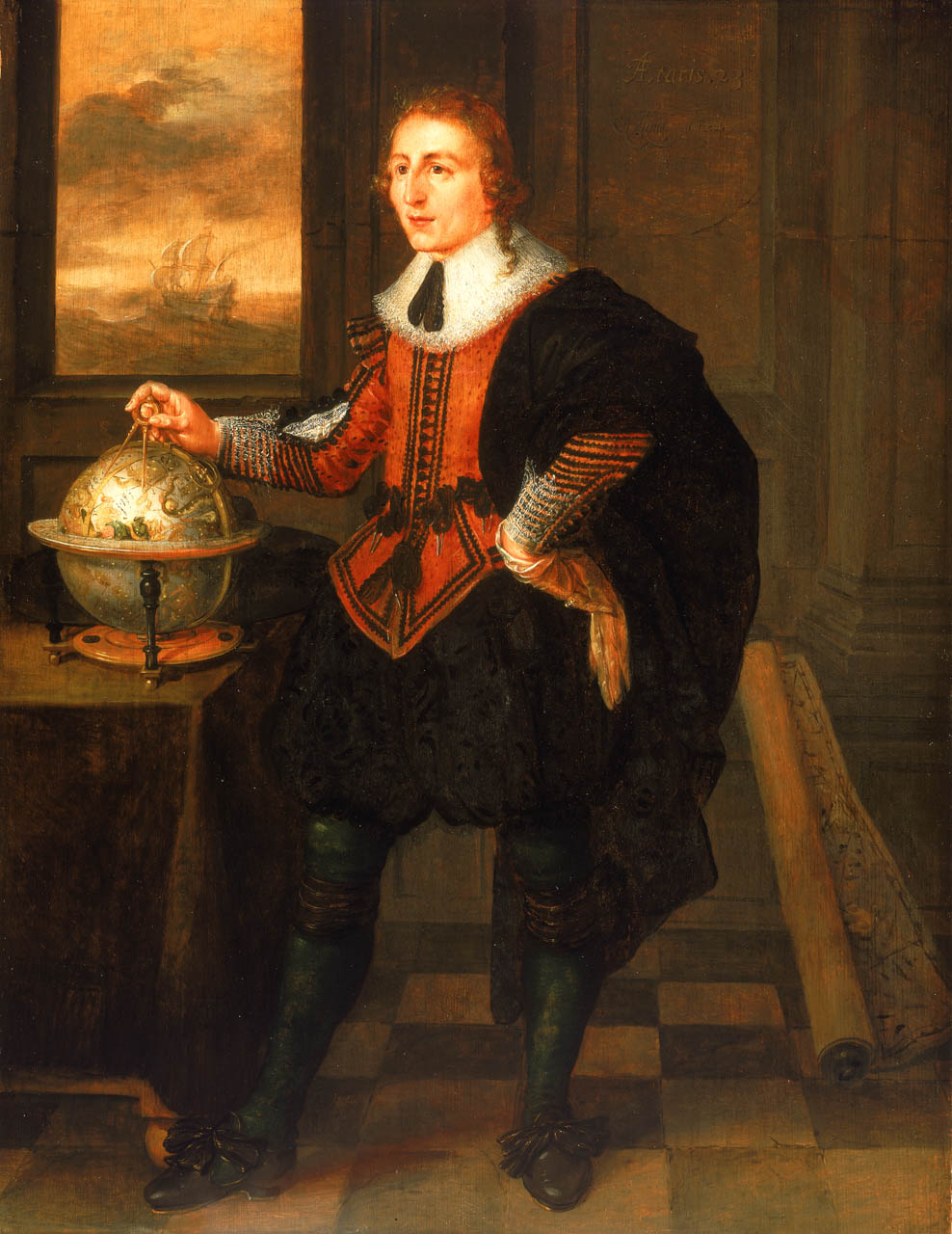
المكتشف الإنجليزي وليام بافين مات متأثرا بجراحه في المعارك التي أدت إلى الاستيلاء على قشم وهرمز.

### الاستيلاء على قشم
في البداية رفضت شركات السفن أن تقوم بأي عمل عدائي ضد البرتغال، والسبب هو تشككها من تنظيم تلك الحملة ودرجة نجاحها، ولكن تمكن المسؤولون من إقناعهم بالعمل معهم. فأرسلت الشركة الإنجليزية في سورات خمس سفن بحرية وأربعة بوارج بقيادة ريتشارد بليت وجون دول يوم 19 يناير 1622م لمساعدة الصفويين في طرد البرتغاليين من جزيرة هرمز، وقد ساعدتها القوات الفارسية المرابطة في جمبرون ومعها عدد كبير من السفن المحلية، ثم توجهوا إلى قشم أولا، حيث رسا الاسطول الإنجليزي في هرمز يوم 22 يناير 1622 محاولًا استدراج الإسطول البرتغالي إلى المعركة، ولكنهم لم يواجهوا هذا التحدي، حيث كان إسطولهم يتكون من 5 غليونات وما بين 15-25 فرقاطة.
وفي تلك الإثناء وصلت إلى فيريرا رسالة من نائب الملك في غوا يأمره بوقف الإجراءات في جزيرة قشم وترك الجزيرة، وأن لايدخل في معارك مع الفرس. ولكن فيريرا لم ينسحب إلا بعد أن هاجم ميناء لافت الفارسي ودمره، وقبل أن يكمل انسحابه من قشم فوجئ بتسع سفن إنجليزية تظهر أمامه وتهاجم القلعة يوم 27 يناير، فاشتبك معها بالمدفعية، ثم ظهرت السفن الفارسية المساندة للهجوم الإنجليزي. فاستسلم جنود الحامية لأنه لم يصلهم أي عون من هرمز. وقد قتل إنجليزيان في معركة قشم، أحدهما هو وليام بافين مكتشف خليج بافن. فاستولوا على 17 مدفعًا وأسر حوالي 1000 شخص، بينهم فيريرا الذي لم يسلم للفرس حسب الاتفاقية، حيث أُرسِل ومعه أربعة من مساعديه إلى سورات وعهد إلى سفينة وبارجتين بالقيام بتلك المهمة، وبقيت أربع سفن وبارجتان لتنفيذ الهجوم على هرمز.

### الهجوم على هرمز
أبحرت السفن الإنجليزية ومعها نحو 200 مركب فارسي من جمبرون ورست بالقرب من هرمز، وأخذت القوات الإنجليزية مواقعها خارج هرمز في 9 فبراير 1622، وفي اليوم التالي نزلت القوات الفارسية من مراكبها، وأخذت مواقعها حول المدينة دون مقاومة، وبدأت العمليات ضد قلعة هرمز من البر، وكان التقدم بطيئًا جدًا، وأبدى البرتغاليون رغم قلتهم وتفشي المرض بينهم دفاعًا باسلًا. وفي 24 فبراير أشعل الإنجليز النار في السفينة القائدة للبرتغاليين «سان بيدرو» ودمروها. وفي 17 مارس استطاع لغم فارسي أن يحدث ثغرة في إحدى زوايا القلعة، ولكن استطاع المدافعون أن يصدوا الطليعة الفارسية المتقدمة ويقودها إمام قلي وأن يكبدوها خسائر كبيرة. ثم عمد البرتغاليون المحاصرون إلى إحراق المدينة لمنع احتماء الفرس.
وكاد الجيش الفارسي أن يتعرض لمجاعة بسبب نقص المياه والإمدادات، كما كان تسليحه سيئا جدًا، وفلديهم نقص كبير من السلاح والتجهيزات. وقد خرق قائدهم الاتفاق مع الإنجليز أكثر من مرة باتصالاته المنفردة مع البرتغاليين، وكان يعقد اجتماعات معهم دون ابلاغ الإنجليز بذلك، كما أنه ارتكب أيضًا مخالفات عديدة.
ومع بداية شهر أبريل أخذت الحامية البرتغالية تعاني من الأمراض ونقص في التموين. وفي 2 أبريل استطاع الإنجليز أن يفجروا لغمين آخرين، ولكن الجنود الفرس رفضوا أن يهاجموا تلك الثغرات، وكانوا في حالة يرثى لها. وفي 14 و17 أبريل فتحت الألغام ثغرات جديدة، فقاموا بهجوم كبير، ولكن استطاعت حفنة من البرتغاليين ومن معهم أن تردهم إلى الخلف. وظل الفرس يومهم كله محتشدين تحت لهب الشمس دون ماء أو طعام، وكان كافيًا أن يقتل نصفهم. وقام الفرس بهجوم آخر يوم 18 أبريل ولكنه فشل. وفي 19 قاموا بهجوم جديد استطاعوا أن يحتلوا باحة الحصن وتراجع البرتغاليون إلى المعاقل الداخلية للقلعة.
وفي يوم 21 أبريل أرسل قائد الحامية البرتغالية إلى الإنجليز، يطلب فيها وساطتهم مع القائد الفارسي، قال أنه سيستسلم إلى الإنجليز، فليس من اللائق -كما ذكر- أن يستسلم للشرقيين مع وجود الإنجليز. فتم الاتفاق على هدنة يومين لوضع صيغة للشروط. وفي 23 أبريل سلم البرتغاليون أنفسهم للإنجليز واشترطوا أن ينقلوا إلى مسقط أو الهند، وأنزل العلم البرتغالي من على قلعة ألبوكيرك بعد أن ظل يرفرف عليها أكثر من 100 عام.

## بعد المعركة
استسلم البرتغاليين يوم 23 أبريل، وبدأ نقلهم يوم 27 أبريل إلى مسقط، وكان عددهم ما بين 2600 و 3000 بما فيهم النساء والأطفال ويعانون من المجاعة، وكانت خسائر الإنجليز نحو 20 رجلا، بينما تخطت خسائر الفرس أكثر من ألف قتيل. وبذل الإنجليز ما استطاعوا من حماية لهم بسبب إهانات الفرس لهم واعتداءاتهم عليهم، وفي نفس الوقت أسر الفرس «سعيد محمد شاه» حاكم هرمز، وأرسلوه إلى شيراز حيث سجن فيها لعدة سنين.
بعد سقوط حامية قلعة هرمز، بدأ في 24 أبريل عمليات نهب وسلب لمحتوياتها بالرغم من ختم مخزن الذخيرة والأسلحة والأموال بالشمع الأحمر بختم البلدين، وفاز الفرس بنصيب الأسد، فقد كان عدد المدافع التي أصبحت من نصيب الإنجليز 165 مدفعًا، ولكن قيمتها كانت أقل من ثلث ما احتفظ به الإيرانيون لأنفسهم منها. وكذلك طالت المدينة عمليات السلب والنهب من كلا الطرفين، وأخذوا يستولون وينهبون كل ماهو ثمين وغالٍ. وفي الواقع لم تقسم غنائم هرمز كما هو منصوص بالاتفاقية، حيث فاز الفرس بنصيب الأسد. كما رفضوا اقتسام المعدات الحربية مع الإنجليز لوجوب الاحتفاظ بها في القلعة للدفاع المشترك.
وقد تقدم ملك إسبانيا بشكوى إلى الملك جيمس الأول على تلك العملية. وكان من المحتمل أن تستنكر الحكومة البريطانية ماقامت به الشركة وتعتبره عمل قراصنة لا أكثر، ولكنها لم تفعل ذلك، ولم تقدم أي اعتذار لملك إسبانيا، ولكن ذلك كلف الشركة لإرضاء الملك جيمس دفع مبلغ 10 آلاف جنيه إسترليني، ودفع مبلغ مماثل إلى دوق باكنغهام [الإنجليزية] القائد الأعلى للبحرية.

## النتائج
ضعفت السيطرة البرتغالية بسقوط هرمز ولكنها لم تتحطم كليًا. فقد سعى الفرس بعد نجاحهم في هرمز أن يتبعوها بنجاح آخر وهو احتلال مسقط آخر معاقل البرتغاليين القوية في المنطقة، إلا أن الإنجليز امتنعوا عن مساعدتهم. فعوضوا ذلك باحتلال صحار وخور فكان. غير أن القائد روي فيريرا الذي هرب من الأسر تمكن من إعادة استئناف عمليات القوات البرتغالية ضد الفرس، خصوصًا بعد امتناع انجلترا من مساعدتهم، فطردهم من خور فكان وصحار، ودمر بعض القرى بين جاسك وجمبرون على الساحل الفارسي. وأخيرًا حاول قطع المؤن عن هرمز، إلا أن قواته أضعف من أن تفرض حصار طويل على هرمز أو شن هجوم مباشر عليها. وقد قام البرتغاليون بمحاولة لاسترداد هرمز سنة 1625 ولكنهم فشلوا، لذا عقدوا في نفس السنة صلحا مع الشاه عباس اعترفوا فيه بانتقال هرمز وقشم إليه مقابل نصف عوائد الجمارك في كنجي تكون لهم.